# Еліодоро Вільясон
Еліодоро Вільясон (ісп. Eliodoro Villazón Montaño; 1848–1939) — болівійський політичний діяч, президент країни з 1909 до 1913 року.

## Біографія
Народився в Кочабамбі. За освітою був юристом, але змолоду зацікавився політикою. Займав пост міністра закордонних справ в адміністрації Хосе Мануеля Пандо (1899–1904) та віце-президента за часів правління Ісмаеля Монтеса (1904–1909). Був обраний на пост президента країни 1909 року, на якому продовжував політичний курс свого попередника. Період його правління відзначився відносним спокоєм.
1913 року Ісмаель Монтес вирішив знову балотуватись на пост президента та, вигравши вибори, отримав владу з рук тієї самої людини, якій він передав правління 1909 року. Після цього Вільясон займав посади посла Болівії в різних країнах.
Помер у рідному місті 12 вересня 1939 у віці 91 року.